# Gervase de Peyer
Gervase Alan de Peyer est un clarinettiste et chef d'orchestre britannique, né à Londres le 11 avril 1926 et mort le 4 février 2017.

## Biographie
Élève de Frederick Thurston au Royal College of Music et de Louis Cahuzac au Conservatoire de Paris, Gervase de Peyer est premier clarinettiste de l'Orchestre symphonique de Londres de 1956 à 1973. En 1952, il est cofondateur du Melos Ensemble of London et en assure la direction jusqu'à sa mort, en 2017.
Il enseigne à partir de 1959 à la Royal Academy of Music.
On dit de Gervaise de Peyer dans "Préparez vos mouchoirs" de Bertrand Blier qu'il est le plus grand clarinettiste du monde.